# Cyrtandra hiranoi
Cyrtandra hiranoi är en tvåhjärtbladig växtart som beskrevs av Brian Laurence Burtt. Cyrtandra hiranoi ingår i släktet Cyrtandra och familjen Gesneriaceae. Inga underarter finns listade i Catalogue of Life.